# Moritz Dietrich
Moritz Dietrich, Maurycy Dietrich,  (1816- 26 april 1887) was een Duitse componist. Hij was tevens hoogleraar in de muziek.

## Lijst van werken (incompleet)
- opus 1: Chant sans paroles
- opus 19: Chant sans paroles
- opus 20: Valse brillante
- opus 21: Tarentelle
- opus 22: Choeur des matelots
- opus 23: Valse brillante
- opus 24: Marsche
- opus 25: Talisman, air russe
- opus 26: Theme d’Oukraine
- opus 27: Cascade
- opus 28: Polka de bravoure
- opus 29: Paraphrases de l’opera Rigoletto
- opus 30: Sicilienne, morceau de salon
- opus 31: Le bluet, morceau de salon composé
- opus 32: Nocturne
- opus 33: Valse gracieuse
- opus 34: Humoresque
- opus 35: Piccolo-galopp, militaire
- opus 36: Grand galop de concert
- opus 38: Polonaise brillante
- opus 39: Hanka, chanson d’Oukraine
- opus 40: Chanson Thuringienne
- opus 43: Galop de bravoure
- opus 45: Invitation a la danse
- opus 46: Rose des Alpes
- opus 47: Nordlicht (wals)
- opus 50: Le bivouac
- opus 56: Le train de vitesse, Galop de chemin de fer (Eisenbahn-galopp, diverse versies)
- opus 58: Der Traum und das Erwachsen (Russische romance)
- opus 59: Ballade de Linda de Chamounix de Donizetti
- opus 64: Chant de soir (bewerking van melodie van Stanislaw Moniuszko
- opus 65: Prima vera
- opus 68: Deux chansonettes (bewerking van liederen van Stanislaw Moniuszko
- opus 69: La stella, polka de salon
- Lola polka
- Kujawiak-mazurka
- Bouquet-quadrille, transcriptie van werk van Giuseppe Verdi
- Campanella

- Gemeinsame Normdatei: 1088341381
- International Standard Name Identifier: 0000 0001 1132 1828
- MusicBrainz: 31e4200b-4824-416a-adab-fa8b137570ef
- Virtual International Authority File: 161783408
- WorldCat: E39PBJv8HM7KtmGvWgTgbrhWDq